# Bailliage d'Enghien
Le bailliage d'Enghien, possession de la Maison d'Enghien, était une subdivision du comté de Hainaut.
Il comprenait Bassilly, Bellingen, Bierghes, Castre, Enghien, Hoves, Hérinnes, Ghoy, Haute-Croix, Herfelingen, Marcq, Saint-Pierre-Capelle, Oetingen, Pepingen, Tollembeek, Vollezele.